# Динарська раса

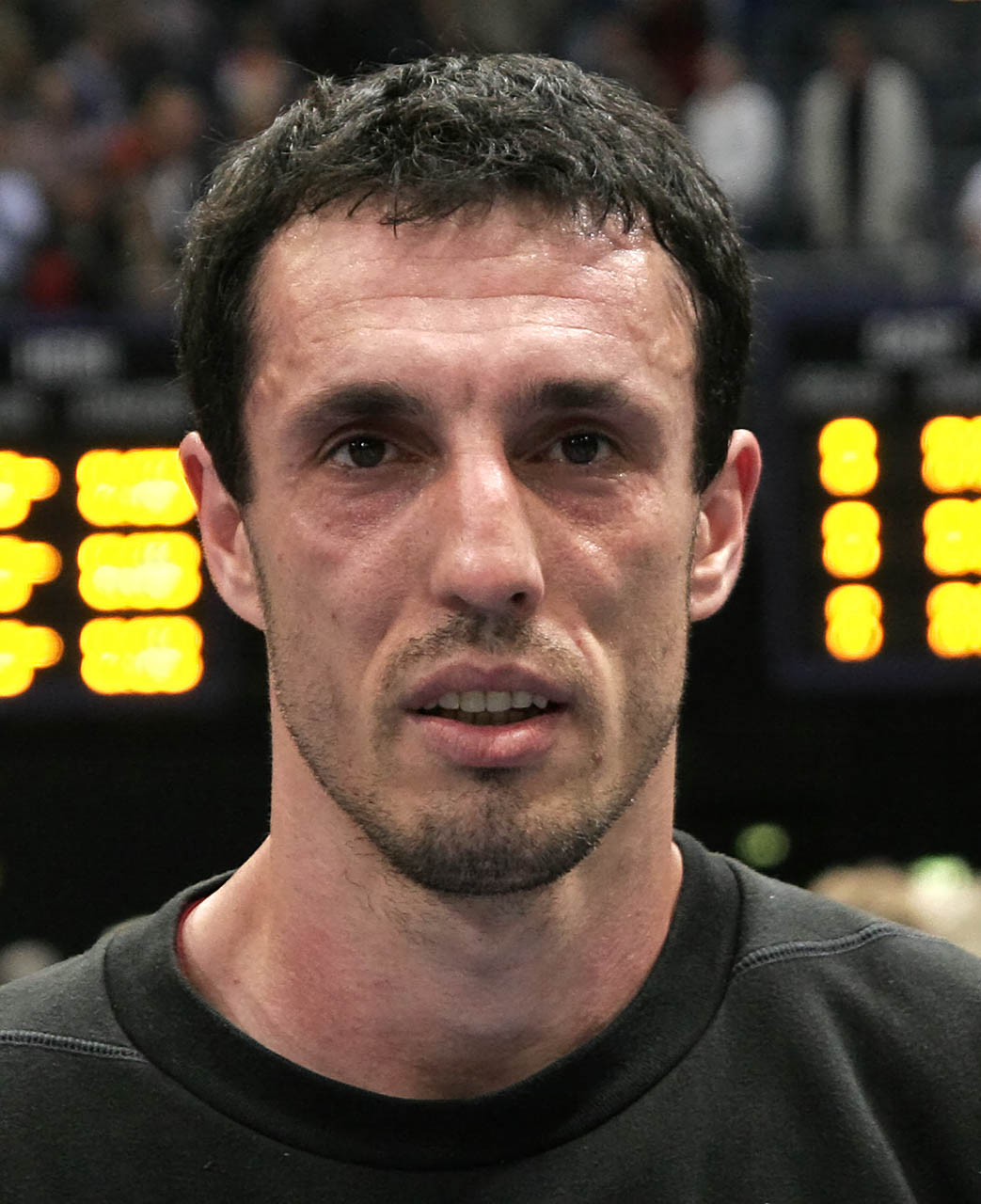
Горан Стоянович (лат.Goran Stojanović), чорногорський гандболіст. Представник динарського расового типу.

Динарська раса — мала раса (антропологічний тип) європеоїдної раси. Отримала назву на честь Динарських Альп. Термін був введений на початку XX ст. французьким антропологом Жозефом Денікером, який також використовував назву «адріатична раса». У першій половині XX в. виділялася багатьма антропологами. У популяційних класифікаціях як назва групи популяцій не використовується, але Динарський тип можуть розглядати як частину балкано-кавказької раси.
Ж. Денікер виділив наступні ознаки Динарської (адріатичної) раси:
- високий ріст;
- брахікефалія;
- темно-русяве волосся;
- прямий, тонкий або орлиний ніс;
- матово-біла шкіра;
- довгасте обличчя.

Пізніше інші дослідники вказували на такі типові характеристики, як струнка статура, сильне зростання волосся на тілі та обличчі, плоску потилицю.
У роботах сучасних вітчизняних антропологів під Динарським комплексом розуміється поєднання ознак, характерне в першу чергу для гірського населення колишньої Югославії, головним чином Чорногорців — підвищена масивність черепа і статури, великі риси обличчя, дуже широке обличчя і голова. Даний комплекс ознак окремо від Динарської раси виділявся американським антропологом Карлтон Куном під ім'ям балканських борребі.